# Kumbornia
Kumbornia là một chi bọ cánh cứng trong họ Chrysomelidae.
Chi này được miêu tả khoa học năm 2006 bởi Mohamesaid.

## Các loài
Chi này gồm các loài:
- Kumbornia tuberculata Mohamesaid, 2006